# 岸波美采
岸波 美采（きしなみ みこと、2006年10月19日 - ）は、広島県出身の女子サッカー選手。岡山湯郷Belle所属。ポジションはフォワード。

## 来歴
2024年12月16日、岡山湯郷Belleへの加入が発表された。

## 所属クラブ
- 2025年 - 岡山湯郷Belle